# Кукшиліди
Кукшиліди́ (рос. Кукшылиды, марій. Кукшылиде) — присілок у складі Гірськомарійського району Марій Ел, Росія. Входить до складу Кузнецовського сільського поселення.
Стара назва — Кукшліди.

## Населення
Населення — 56 осіб (2010; 82 у 2002).
Національний склад (станом на 2002 рік):
- гірські марійці — 94 %